# Амаро
Ама̀ро (на италиански: Amaro; на фриулски: Damâr, Дамар) е село и община в Северна Италия, провинция Удине, автономен регион Фриули-Венеция Джулия. Разположено е на 296 m надморска височина. Населението на общината е 841 души (към 2011 г.).